# Primer Manifiesto Surrealista
El Primer manifiesto surrealista de André Breton apareció por primera vez en 1924 en París, y desde ese momento se abre un camino para la poesía y el arte contemporáneo de consecuencias incalculables. Breton aparece como el conductor indiscutible de un nuevo movimiento que intenta trascender los límites del arte para invadir los problemas mismos de la vida y de la sociedad. El surrealismo se convierte así en una verdadera concepción del mundo.
La influencia de este movimiento ha sido y sigue siendo fundamental en todos los esfuerzos renovadores en el campo de la cultura.
Los dos manifiestos y los prolegómenos a un tercero forman un ciclo en el que está contenido lo esencial del pensamiento de Breton y por lo tanto de la ideología surrealista.

## Salvador Dalí
En los años veinte, viajó a París y entró en contacto con artistas de la talla de Picasso, Magritte y Miró, que le guiaron hacia su primera fase surrealista. Quizás su obra más famosa es de 1931, el cuadro “La persistencia de la Memoria”, que muestra los relojes derretidos delante de un paisaje de costa.

## Biografía
Breton fue el pionero de los movimientos antirracionalistas en el arte y la literatura conocidos como dadaísmo y surrealismo, surgidos del desencanto generalizado con la tradición que definió la época posterior a la I Guerra Mundial. El mismo Tristán Tzara señaló: “El surrealismo salió de las cenizas de dadá”. El poeta André Breton fue el principal promotor del surrealismo, que antes había sido uno de los puntales del movimiento dadá, en el que preconizaba la risa, la burla y la negación de todo valor artístico y literario, esto es anticompromiso por antonomasia.